# DeLorean DMC-12
DeLorean DMC-12 — спорткар, який у 1981—1982 роках виробляла заснована Джоном Делореаном компанія «DeLorean Motor Company» у Північній Ірландії для американського ринку. Авто відоміше просто як DeLorean, адже це була єдина модель, що будь-коли вироблялася компанією. DMC-12 мав двері типу «крило чайки», а також основу зі скловолокна, до якої кріпилися неструктурні панелі з полірованої нефарбованої нержавіючої сталі завтовшки 1 мм. Модифікована версія цього авто стала культовою через її появу як машини часу у кінофраншизі «Назад у майбутнє».
Перший прототип (DeLorean Safety Vehicle (DSV)) з’явився у березні 1976 року, а виробництво офіційно розпочалося 1981 року. Перший DMC-12 зійшов з конвеєра 21 січня на фабриці DMC у містечку Данмюррі (Dunmurry, Північна Ірландія). Упродовж періоду, коли авто перебувало у виробництві, деякі його характеристики зазнали змін, як от зовнішній вигляд кришки капота, колеса та інтер’єр. До моменту припинення виробництва у 1982 році, було випущено близько 9 тис. цих автомобілів. Вважається, що на сьогодні існує близько 6,5 тис. автомобілів DeLorean.
Підприємець з Техасу Стівен Вайн (Stephen Wynne) заснував окрему компанію, використавши назву «DeLorean Motor Company» та придбавши залишок запчастин, що зберігалися на складах DeLorean Motor Company. Компанія і запчастини були придбані 1997 року у приватному порядку. Нові автомобілі, вироблені за зразками тих, що випускалися раніше, можна придбати і сьогодні. Основні виробничі потужності були запущені 2008 року у місті Гамбел (Humble, Техас). Додаткові потужності наразі знаходяться у містах Боніта-Спрінгс (Флорида), Кристал-Лейк (Іллінойс), Белв'ю (Вашингтон) та Ґарден-Ґров (Каліфорнія). Сучасна Delorean Motor Company не є і ніколи не була пов'язаною з початковою компанією, але підтримує власників автівок DeLorean.

## Історія
У жовтні 1976 року головний інженер і дизайнер Вільям Т. Коллінс (William T. Collins), який раніше був головним інженером компанії Pontiac, завершив розробку першого прототипу DeLorean DMC-12. Спочатку передбачалося, що авто обладнуватиметься роторним двигуном Ванкеля виробництва Citroën, але згодом силова установка була замінена на інжекторний PRV (Peugeot-Renault-Volvo) V6 об’ємом 2849 см³, розроблений і вироблений у Франції, через властиві роторному двигунові погані показники економії палива. Це було важливе міркування у період світового дефіциту палива. Коллінс і ДеЛореан планували використовувати шасі, вироблене за новою і ще не перевіреною технологією, відомою як Elastic Reservoir Moulding (ERM), що дозволило б зменшити вагу автомобіля і, як очікувалося, скоротити витрати виробництва. Ця нова технологія, патентні права на яку придбав ДеЛореан, урешті-решт виявилася непридатною.
Ці та інші зміни у первинній концепції автомобіля призвели до істотних проблем з графіком виробництва. Виявилося, що увесь автомобіль мав бути спроєктований наново, що і було доручено інженерові Коліну Чепмену (Colin Chapman), засновникові і власникові компанії Lotus. Чепмен замінив більшість неперевірених матеріалів і технологій виробництва на ті, які на той час використовував Lotus. Шасі з хребтовою рамою дуже подібне до шасі Lotus Esprit. Первинний дизайн кузова, виконаний Джорджетто Джуджаро (Giorgetto Giugiaro) залишився майже незміненим, як і характерні панелі зовнішньої обшивки з нержавіючої сталі та двері типу «крило чайки».

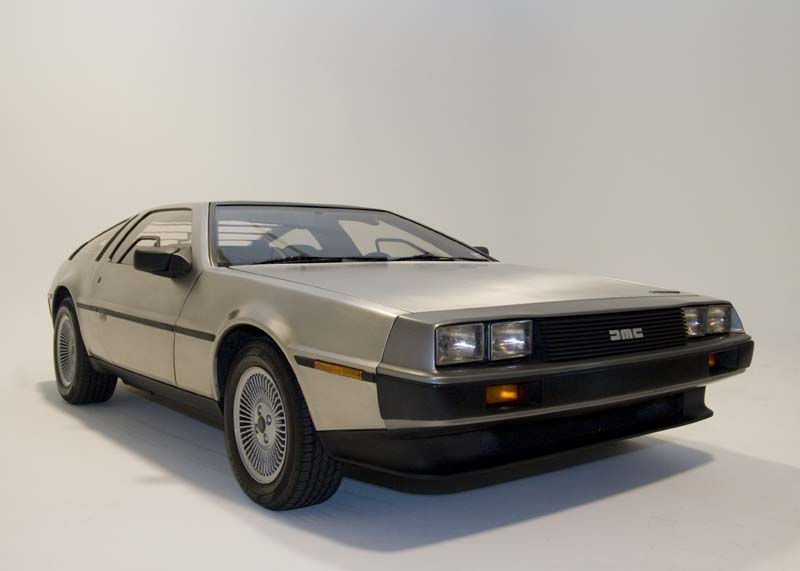
DeLorean DMC-12 з закритими дверми типу «крило чайки»

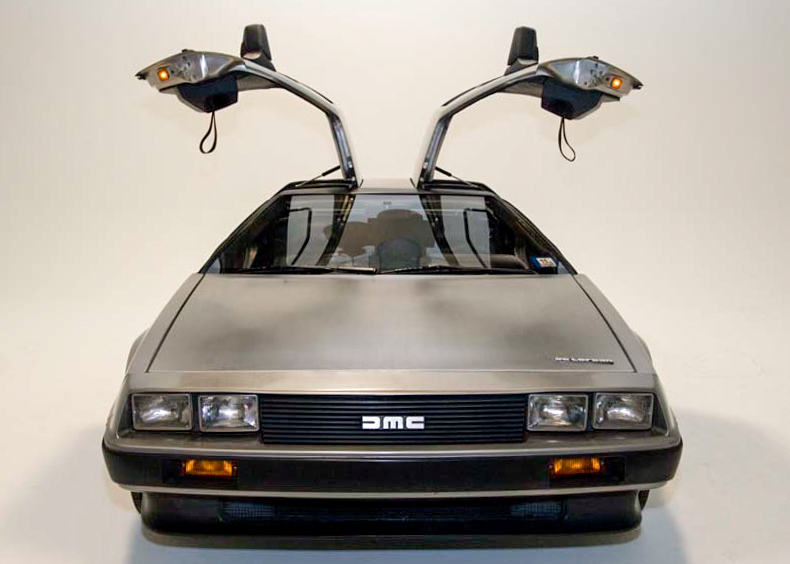
DeLorean DMC-12 з відкритими дверми типу «крило чайки», вид спереду

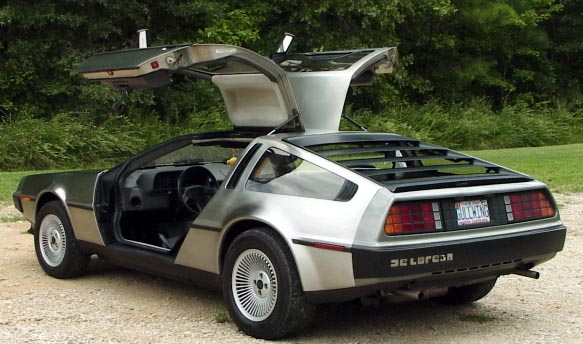

У інтерв’ю з Джеймсом Еспі (James Espy), представником відродженої DeLorean Motor Company у Техасі, з’явилося креслення, з якого випливає, що автомобіль міг називатися Z Tavio. Друге ім’я Джона ДеЛореана і перше ім’я його сина було Zachary, а Tavio — це ім’я батька Джона ДеЛореана і друге ім’я його сина. Через несистемність документації на сьогодні більше майже нічого не відомо про назву Z Tavio і про те, чому врешті-решт від нього відмовилися на користь назви DMC-12.
ДеЛореану було необхідно 175 млн доларів, аби створити автомобільну компанію. Переконавши голівудських знаменитостей, таких як Джонні Карсон (Johnny Carson) і Семмі Девіс молодший (Sammy Davis Jr) інвестувати у його фірму, ДеЛореан нарешті виготовив DMC-12 на фабриці у Данмері (Dunmurry, Північна Ірландія), поселенні за декілька миль від центру Белфаста. Будівництво фабрики розпочалося у жовтні 1978 року, і хоча початок виробництва DMC-12 був запланований на 1979 рік, інженерні проблеми і перевищення кошторису змусили відкласти виробництво до початку 1981 року. На той час рівень безробіття у Північній Ірландії був високий, і місцеві мешканці вишикувалися у черги, аби потрапити на роботу на фабриці. Робітники були здебільшого недосвідчені, але одержували премії і мали найкраще доступне на той час обладнання. Більшість питань щодо якості були вирішені до 1982 року, і дилери продавали автомобілі з гарантією на 12 місяців і 12 тис. миль (19 тис. км), надаючи також можливість укласти договір про обслуговування на 5 років і 50 тис. миль (80 тис. км).
DeLorean Motor Company збанкрутувала наприкінці 1982 року після того, як ДеЛореана було заарештовано ФБР у жовтні того року за сфабрикованим звинуваченням у торгівлі наркотиками. Згодом його було виправдано, але для продовження виробництва DMC-12 це було вже запізно, адже банки і уряд відмовляли ДеЛореану у фінансуванні. Близько 100 частково зібраних DMC-12, що перебували на конвеєрі, були завершені компанією Consolidated International (натепер відомою як Big Lots). Залишок запчастин на складі фабрики, запчастини, що зберігалися у центрі гарантійного обслуговування у США, а також запчастини, що їх оригінальні постачальники ще не встигли поставити на фабрику, були відвантажені до міста Коламбус (Columbus, Огайо) у 1983—1984 роках. Компанія KAPAC продала ці запчастини роздрібним і гуртовим клієнтам поштою. 1997 року техаська DeLorean Motor Company придбала ці залишки. Тривалий час ходили чутки, що кузовні штампи були скинуті в океан, аби унеможливити виробництво у майбутньому. Нещодавно з’явилися докази того, що штампи використовувалися як баласт на комерційних суднах.
У період з січня 1981 року до грудня 1982 року було вироблено близько 9200 автомобілів DMC-12. Майже п’ята частина з них була вироблена у жовтні 1981 року. Близько 1 тис. моделей 1982 року були вироблені з лютого по травень 1982 року, і ідентифікаційні номери усіх цих авто було змінено після їх придбання компанією Consolidated International, аби представити їх як моделі 1983 року. Існують ідентифікаційні номери серій 15XXX, 16XXX і 17XXX, які спочатку належали до серій 10XXX, 11XXX і 12XXX. На сьогодні залишилось лише 12 автомобілів серії 12XXXX. Це автомобілі Wooler-Hodec з правим розташуванням керма (див. нижче).

## Конструкція
Автомобіль DMC-12 має чимало незвичайних деталей конструкції, у тому числі двері типу «крило чайки», нефарбовані панелі кузова з нержавіючої сталі, а також заднє розташування двигуна.

### Кузов
Дизайн кузова DMC-12 розроблений Джорджетто Джуджаро (Giorgetto Giugiaro) з Ital Design. Кузов укритий полірованою нержавіючою сталлю марки SS304. За винятком трьох автомобілів, укритих 24 каратами золота, усі DMC-12 виходили з фабрики нефарбованими і без покриття прозорим лаком. Фарбовані DeLorean існують, але усі вони були пофарбовані після їх придбання з фабрики. Кілька сотень DMC-12 були виготовлені без нержавіючих панелей і призначалися для робітників-стажерів. Ці авто називають «чорними» або «мулами», маючи на увазі їх чорні панелі, виготовлені зі скловолокна, а не з нержавіючої сталі. Такі авто не пропонувалися на ринку. Незначні подряпини на нержавіючих панелях кузова можна усунути неметалевою губкою (адже металева губка може залишити металеві частки на нержавіючій сталі, які можуть створити враження, що нержавіюча сталь «поіржавіла») або навіть наждаком. Нержавіючі панелі монтуються на монококову основу кузова, виготовлену з армованого склом пластику (GRP, скловолокно). Основа кузова кріпиться до взятого з платформи Lotus Esprit шасі з рамою, подібною до двох літер «Y».
Нефарбований нержавіючий кузов створює складнощі під час реставрації автомобілів. Традиційна технологія виконання кузовних робіт передбачає, що панель повинна бути якомога ближча до оригінальної, а недоліки вирізаються і вирівнюються з використанням кузовної шпаклівки, наприклад, Bondo або свинцю (пайки). Це не створює будь-яких проблем (не враховуючи неповну оригінальність) з більшістю автомобілів, оскільки шпаклівка ховається за фарбою (наприклад, у більшості нових автомобілів шпаклівка закриває шов між дахом і бічними панелями кузова). У випадку з нефарбованим нержавіючим кузовом нержавіюча сталь має бути оброблена до таких самих форми, контуру і зернистості, а це неймовірно складно зробити стосовно звичайної сталі (гнута панель витягується, а для повернення форми необхідно використовувати усадковий молоток або інші технології) і навіть іще складніше стосовно нержавіючої сталі через її властивість піддаватися холодній деформації. Більше того, надзвичайно складно пофарбувати нержавіючу сталь через проблему з адгезією фарби. ДеЛореан передбачав, що пошкоджені панелі будуть просто замінюватися, а не піддаватися ремонту. На сьогодні у кожному сервісному центрі DeLorean є принаймні один досвідчений кузовний майстер, і у більшості випадків нові панелі і досі доступні, а їх залишків вистачить на десятиріччя.
Іншою новітньою властивістю DMC-12 є його двері типу «крило чайки». Звичайна проблема з утриманням ваги таких дверей була вирішена іншими виробниками шляхом використання дверей з малою вагою (як в автомобілі Mercedes-Benz 300SL) і повітряних компресорів (як у Bricklin SV-1), хоча такі рішення мають недоліки з точки зору конструкції або зручності. DMC-12 має важкі двері, що їх підтримують налаштовані в кріогенних умовах торсіони і заповнені газом стійки.. Ці торсіони були розроблені компанією Grumman Aerospace (і вироблені британською компанією Unbrako, що є підрозділом SPS Technologies), аби витримувати навантаження, пов’язане з підтриманням дверей. Часто помилково вважають, що для того, аби відкрити двері «крило чайки», встановлені на DMC-12, наприклад, під час паркування на паркувальному майданчику, потрібно набагато більше бічної відстані, аніж для звичайних дверей, що кріпляться на бічних кронштейнах. Насправді, ситуація протилежна: дверям DMC-12 потрібно значно менше відстані, аніж дверям на бічних кронштейнах, і це можна довести фізично. Ця помилка може бути спричинена тим, що люди, які не знайомі з DMC-12, неправильно уявляють собі місцезнаходження кронштейнів таких дверей. Коли ці двері відкриваються, їм потрібно лише відстань у 264 мм за межами габаритів автомобіля, що робить відкривання і закривання цих дверей у заповнених місцях достатньо легким.
Подібно до дверей, установлених на Lamborghini Countach, двері DMC-12 мають невеликі віконні прорізи, оскільки повномірні вікна не можна було б повністю опустити всередину коротких дверних панелей.

### Підвіска
Основа кузова і підвіска DMC-12 були спроєктовані, переважно, на базі автомобіля Lotus Esprit з незалежною підвіскою чотирьох коліс, спіральними пружинами і телескопічними амортизаторами. У передній підвісці використовуються здвоєні А-подібні важелі, а задня є багатоважільною. Кажуть, що на ранніх стадіях розробки авто мало досить гарну керованість. Беручи до уваги, що репутація Lotus будувалася здебільшого на видатних показниках керованості її автомобілів, не дивно, що і DMC-12 мав високі показники керованості. Однак, зміни в американських нормативах щодо висоти бампера зумовили необхідність змін у підвісці і збільшенні заводського дорожнього просвіту, і ці дві зміни негативно вплинули на керованість авто. Чимало власників згодом замінили або змінили передні пружини, аби повернутися до початкових специфікацій висоти передньої частини.
Кермо було побудоване за технологією рейкової передачі і мало загальне передаточне співвідношення 14.9:1 та 2,65 повних обертів. Діаметр розвороту становив 10,67 м. В оригінальній комплектації DMC-12 мав легкосплавні диски, передні діаметром 14 дюймів і завширшки 152 мм, задні — діаметром 15 дюймів і завширшки 203 мм. Колеса комплектувалися радіальними шинами Goodyear NCT з металевим кордом. Оскільки двигун розташовувався в автомобілі далеко позаду, DMC-12 мав розподіл ваги у співвідношенні 35% на передню вісь і 65% на задню.
DMC-12 має дискові гальма з підсилювачами на усіх колесах, передні ротори — 254 мм, задні — 267 мм.

## Технічні характеристики

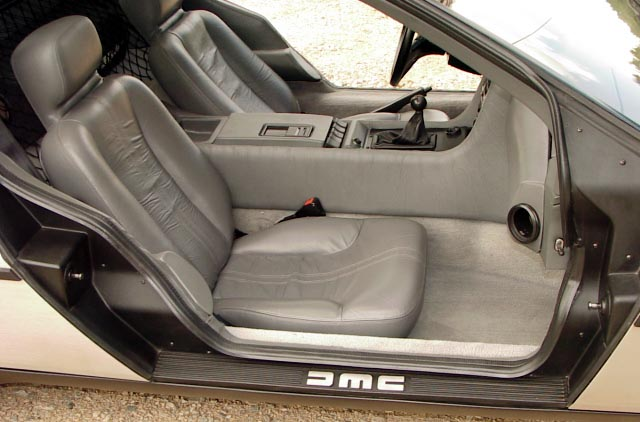
Інтер’єр сірого кольору і механічна трансмісія DMC-12

Спочатку ДеЛореан передбачав, що автомобіль видаватиме близько 200 к.с., але згодом зупинився на потужності двигуна 2.85 L V6 PRV engine ZMJ-159 на рівні 170 к.с. Проте, нормативні акти США у галузі викидів вимагали обладнати автомобіль каталітичними конвертерами, аби авто можна було продавати у США. Це призвело до зменшення потужності на 40 к.с., що значно погіршило технічні характеристики DMC-12. У поєднанні зі змінами у підвісці, американська версія вважалася розчаруванням. За порівняльними записами ДеЛореана, DMC-12 міг розганятися до 96 км/год за 8,8 с, що було пристойним показником для початку 1980-х років, але за тестами журналу Road & Track було зафіксовано час 10,5 с. Можливо, заводські показники були досягнуті на авто з європейськими специфікаціями, обладнаному 170-сильним двигуном.

## Цінова політика
Авто одержало назву DMC-12 через його початкову ціну у 12 тис. доларів США. Нові DMC-12 мали рекомендовану роздрібну ціну у 25 тис. доларів (і додатково 650 доларів за автоматичну трансмісію). На сьогодні ця сума еквівалентна близько 60 тис. доларів. У черзі була величезна кількість людей, які готові були заплатити до 10 тис. доларів більше від установленої ціни, проте після падіння DeLorean Motor Company непродані авто можна було придбати за ціною нижче роздрібної.
DMC-12 був доступний лише у двох комплектаціях — без додаткової плати (з механічною трансмісією) або з автоматичною трансмісією, а салон міг бути оформлений у сірому або чорному кольорах. Були доступні декілька дилерських опцій, уключаючи чохол для автомобіля, килимки для підлоги, чорні текстурні декоративні стрічки, сірі декоративні стрічки scotch-cal, сітка для багажу і адаптер для лижного тримача.
Стандартна комплектація включала кузовні панелі з нержавіючої сталі, двері типу «крило чайки» з обробленими у кріогенних умовах торсіонами, шкіряні сидіння і оббивку салону, кондиціонер, касетну стереосистему з AM/FM радіо, електропривод вікон, електропривод дверей і дзеркал, центральний замок, кермо з регулюванням по висоті і вильоту, тоноване скло, бічні молдинги на кузові, склоочисники вітрового скла, електропідігрів заднього скла.

## Зміни у процесі виробництва
Хоча традиційних «щорічних» оновлень у DeLorean не було, упродовж виробництва було зроблено декілька змін. ДеЛореан вважав, що поняття «модельний рік» було переважно рекламним трюком, що використовувався автомобільними компаніями, аби продавати більше автомобілів. Замість унесення великої кількості змін наприкінці модельного року, він упроваджував зміни безпосередньо у процесі виробництва. Як наслідок, немає чіткої різниці між моделями 1981, 1982 і 1983 модельних років, натомість незначні зміни відбувалися майже постійно впродовж усього строку діяльності компанії. Найочевидніші з цих змін стосувалися зовнішнього вигляду кришки капота.

### Зовнішній вигляд кришки капота
Оригінальна кришка капота DeLorean мала заглиблення уздовж обох боків. В неї був вбудований паливний клапан, аби спростити заправку. Клапан був спроєктований таким чином, аби багажник додавався до загальної багажної ємності DeLorean. Як правило, ці автомобілі обладнувалися паливною кришкою з замком, аби попередити зливання палива. У 1981 році паливний клапан було вилучено з кришки капота (хоча заглиблення на кришці капота залишилися). Такий вигляд зберігався тривалий час і у 1982 році. Виходячи з кількості вироблених автомобілів за усі три роки, такий вигляд кришки капота є, мабуть, найпоширенішим. Коли запас паливних кришок із замком було вичерпано, компанія перейшла на версію без замка (тобто, було вироблено не менше 500 автомобілів без паливного клапана, але з кришками паливного бака, обладнаними замком). Остаточний вигляд кришки капота включав логотип DeLorean і не мав заглиблень, тобто кришка була цілком пласкою. Усі зміни кришки робили не для того, аби змінити вигляд авто, а з цілком практичної причини — виробництво кришок без заглиблень було швидшим і надійнішим, адже нержавіюча сталь часто ламалася під час формування заглиблень.

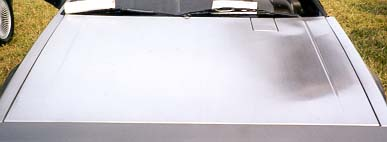
Вигляд кришки капота початку 1981 року
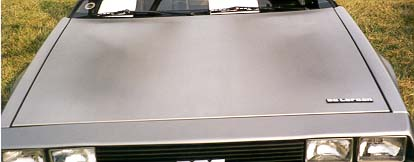
Вигляд кришки капота 1983 року
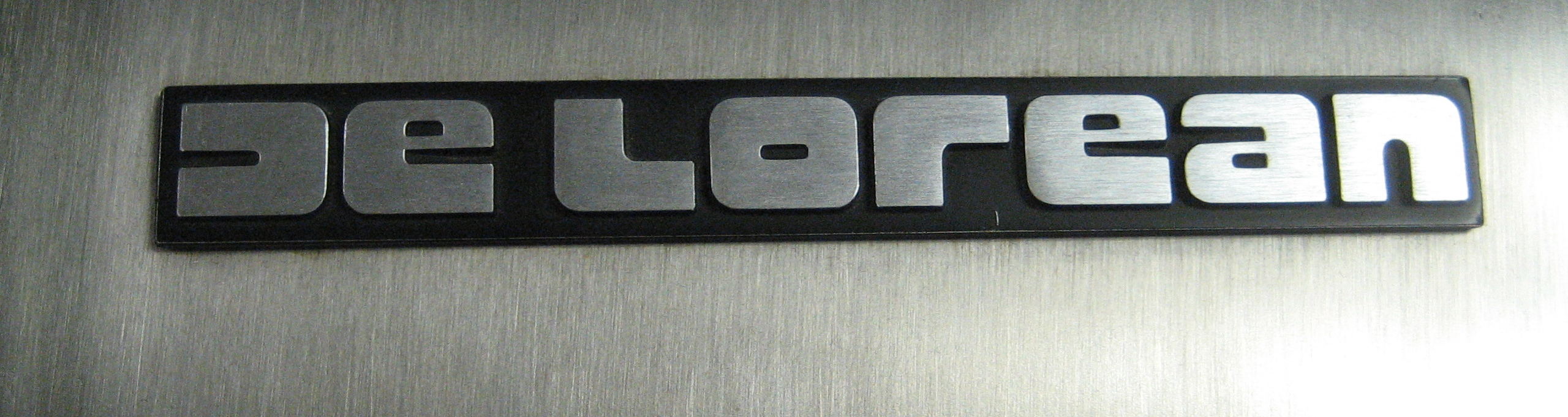
Логотип компанії на кришці капота

### Інші зміни

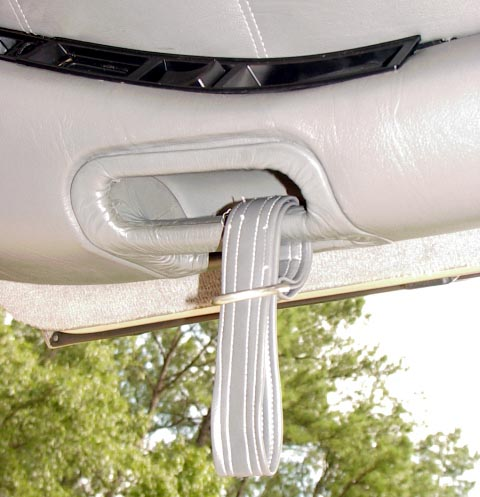
Ранній вигляд ремінця

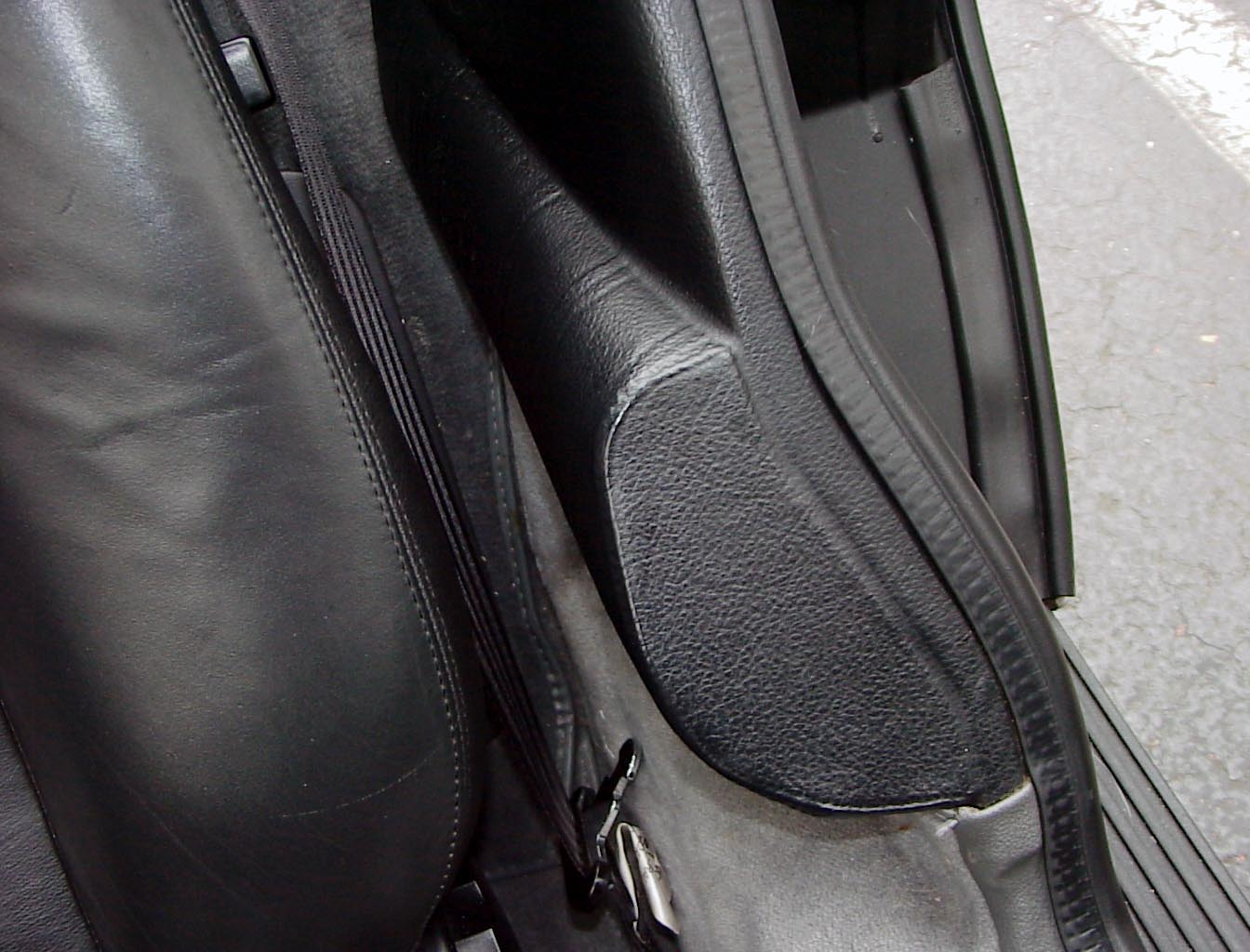
Пізніший цільний валик бічної підтримки

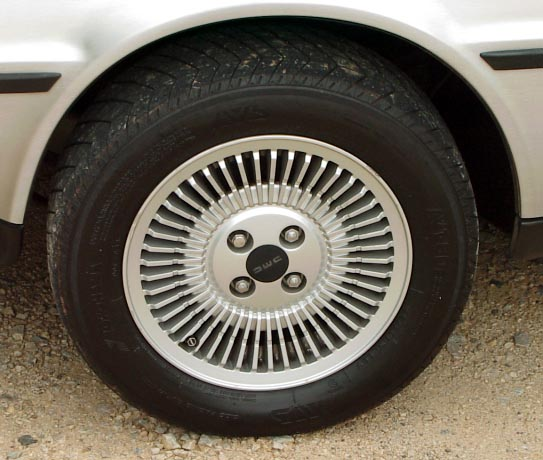
Срібне колесо середини 1981 року

Зріст Джона ДеЛореана був 193 см, і він розробляв авто з таким розрахунком, аби людині його статури було там зручно. Для людей меншого зросту проблема закривання дверей зсередини значно полегшувалася шляхом використання ремінця. Ці ремінці вироблялися як додаткова опція для перших автомобілів листопаду 1981 року. Ремінці прикріплювалися до існуючої ручки дверей. Пізніші моделі 1981 року і усі авто 1982 і 1983 років мають двері з інтегрованими ремінцями.
Бічні валики підтримки на подушках сидіння у DeLorean спочатку були відокремлені від основних елементів інтер’єра. Як правило, бічна підтримка зазнає навантаження під час посадки і висадки з авто. Врешті решт, це призведе до відділення валика від внутрішньої обшивки. Для подолання цієї проблеми авто, збудовані наприкінці 1981 року і пізніше, мають один твердий елемент внутрішньої обшивки з постійно прикріпленим до нього валиком бічної підтримки.
Пізніші авто додатково комплектувалися псевдопедаллю, на якій нога могла відпочивати під час їзди. Це одна з небагатьох змін, яка безпосередньо пов’язана з модельним роком. Такі педалі відсутні в автомобілях 1981 року і присутні в усіх авто, вироблених 1982 року і пізніше.
Хоча стиль коліс DeLorean залишився незмінним, колеса ранніх авто 1981 року фарбувалися у сірий колір. Ці колеса хизувалися центральним ковпаком такого самого кольору з вмонтованим логотипом DMC. Невдовзі після початку виробництва у 1981 році, ці колеса були замінені на поліровані сріблястого кольору з контрастним чорним центральним ковпаком. Вмонтований у центрі ковпака логотип був пофарбований у сріблястий колір, аби додати іще контрасту.
У 1981 році DeLorean комплектувався радіоприймачем Craig. Це була стандартна магнітола 1980-х років з двома кнопками управління. Оскільки у Craig не було вмонтованого годинника, він установлювався навпроти важеля перемикання передач. В середині 1982 року DeLorean перейшов на стереосистему ASI. Оскільки ця система мала вмонтований годинник, стандартний годинник DeLorean було одночасно вилучено.
Перші 2200 автомобілів мали влаштовану на вітровому склі антену. Але така антена виявилася непридатною у більшості випадків для потреб автопрому, тому ззовні на панелі передньої правої чверті було додану стандартну антену у вигляді прута. Хоча це підвищило якість приймання радіосигналу, для монтажу такої антени потрібно було робити отвір у нержавіючій сталі. Крім того, антена погіршувала зовнішній вигляд авто. Як наслідок, антену знову перемістили, цього разу — на задню частину автомобіля. Автоматичні антени установлювалися під решіткою за заднім вікном на стороні водія. Даючи якість прийому на рівні антени-прута, ці нові антени були цілком непомітні, коли не використовувалися.
Маленькі сонцезахисні козирки на DeLorean вкриті з одного боку вінілом, а з іншого — тканиною, такою самою, як обшивка стелі. Спочатку ці козирки установлювалися так, аби бік, вкритий тканиною, знаходився унизу, коли козирок не використовується. Наприкінці 1981 року козирки почали установлювати навпаки – тепер вініл був унизу.
Генератор змінного струму Ducellier, що установлювався на ранні DMC-12, не міг забезпечити струм, достатній для живлення усіх світлових пристроїв і електричного обладнання, установлених на автомобілі. Як наслідок, акумулятор поступово розряджався, що змушувало авто зупинятися посеред дороги. Це трапилося з власником DeLorean Джонні Карсоном невдовзі після того, як йому подарували це авто. Пізніші автомобілі комплектувалися потужнішим генератором змінного струму від Motorola, що дозволило вирішити проблему. Вважається, що це дозволило також підвищити якість звукового сигналу. Ранні моделі давали слабкий звук, недостатньо гучний в умовах звичайного дорожнього руху.

## Моделі з правим розташуванням керма
DMC-12 призначалися насамперед для американського ринку, хоча і вироблялися у Північній Ірландії. Тому усі вироблені моделі мали ліве розташування керма. Проте є доказ, датований ще квітнем 1981 року, що DeLorean Motor Company усвідомлювала необхідність виробництва і правокермової версії, аби постачати її на такі світові ринки, як Сполучене Королівство, Ірландія, Австралія, Нова Зеландія і Японія.
Компанія зітнулася з вибором — будувати правокермові моделі від самого початку або вдатися до переобладнання вже зібраних авто. Беручи до уваги вартість форм для нового кузова, забезпечення інструментами, а також купу особливих запчастин, що їх потребувала б фабрика у разі самостійного виробництва правокермової моделі, компанія вирішила обміркувати переобладнання готових авто із залученням компанії Wooler-Hodec Ltd., що знаходилася у Нью-Гемпширі.
За всю історію з дозволу фабрики було вироблено лише 16 правокермових автомобілів DeLorean. Ці авто можна розділити на дві окремі групи:
1. Перша партія, відома ентузіастам як «автомобілі Wooler-Hodec», були переобладнані британською компанією з відповідною назвою. І досі існує доказ у вигляді службової записки фабрики DMC, що містить замовлення на переобладнання 20 автомобілів на праве розташування керма. Внаслідок закриття фабрики це замовлення так і не було виконане до кінця — з зазначеної кількості на сьогодні існують 13 автомобілів, що мають ідентифікаційні номери 510, 12171—12181 і 12199. Вважається, що автомобіль з номером 510 є першим з цієї переобладнаної партії. Згодом його продали на аукціоні, організованому фабрикою 1984 року. Решта 12 автомобілів були продані на аукціоні розпорядниками майна компанії на початку 1983 року. У результаті декілька з цих автомобілів були зареєстровані в один час і мають північно-ірландські номерні знаки «SIJ xxxx». Усі авто з цієї першої партії мали салон чорного кольору і механічну коробку перемикання передач, крім авто з номером 12175. Останнє — єдине у світі авто з правим розташуванням керма, салоном чорного кольору і автоматичною трансмісією. Воно належить Ендрю Уітерсу (Andrew Withers), колишньому редакторові британського клубу власників DeLorean (UK DeLorean Owners Club).
2. Автомобілі, що належать до другої партії, були зареєстровані і використовувалися у Північній Ірландії. Вони мають номерні знаки AXI 1697, AXI 1698, AXI 1699, а ентузіасти називають їх «автомобілі AXI». Ці три автомобілі (з ідентифікаційними номерами 5565, 5592 і 5638) відрізняються від перших автомобілів Wooler-Hodec за декількома ознаками. Усі ці три авто мали радіоантену, установлену на даху, дуже малі круглі передні габаритні ліхтарі, не мали задніх габаритних ліхтарів, комплектувалися білими дверними ліхтарями, направленими уперед, мали перемикач на протитуманне світло, а також текстурні каучукові накладки на нержавіючих панелях. Каталітичні конвертери і лямбда-обладнання не установлювалися, оскільки британське законодавство не вимагало їх наявності. Кажуть, що автомобіль з реєстраційним номером AXI 1697 повністю відповідав британським вимогам і демонструвався на британському мотор-шоу у Бірмінгемі у жовтні 1982 року.

За результатами нещодавно проведених розслідувань виявилося, що автомобілі з ідентифікаційними номерами 752 і 758, які раніше вважалися переобладнаними компанією Wooler-Hodec з дозволу фабрики на правокермові моделі, насправді були переобладнані приватними особами. Деякі з правокермових автомобілів мають спідометри, розмічені до 230 км/год, замість спідометрів, розмічених до 137 км/год відповідно до американських технічних вимог.
Поширеною є помилкова думка, що усі виготовлені з дозволу фабрики правокермові DeLorean обладнувалися іншими задніми ліхтарями (так званої «євроспецифікації» — «Euro-spec»), що нібито було однією з вимог програми переобладнання під праве розташування керма. Це не так. Беручи до уваги, що ці автомобілі були прототипами, вони як тип не були офіційно схвалені для використання у Сполученому Королівстві. Власники, які придбали ці автомобілі на аукціоні на початку 1980-х років, зітнулися зі складнощами, коли реєстрували їх як нові автомобілі у Сполученому Королівстві. Тоді колишній високопосадовець DeLorean Motor Cars запропонував модифікувати і зареєструвати ці автомобілі, аби вони могли використовуватися у Сполученому Королівстві. Ці модифікації уключали:
1. Установлення інших блоків пасків безпеки.[26]
2. Установлення блоків задніх ліхтарів Rubbolite з убудованою функцією протитуманного світла[25]. Наявність протитуманного світла є обов’язковою вимогою у Сполученому Королівстві.
3. Установлення вимикача протитуманного світла замість одного з вимикачів-заглушок на центральній консолі.[26]
4. Установлення спеціально виготовленої окантовки задніх ліхтарів і рамки для державного номера.[27]
5. Заміна скла передніх покажчиків повороту на інші, більш округлі.[28]
6. Заміна задніх габаритних ліхтарів на ліхтарі бурштинового кольору.[29]

Ці модифікації були виконані на більш ніж половині з 16 правокермових автомобілів. Останніми роками декілька власників цих автомобілів замінили ліхтарі Rubbolite на оригінальні задні ліхтарі федеративного стилю, намагаючись повернути автомобілям їх первинні технічні характеристики. Деякі власники також установили на свої автомобілі рамки для державних номерів федеративного стилю.
Чимало офіційних змін було зроблено стосовно ліхтарів правокермових автомобілів. Ці зміни зачепили авто від першої партії Wooler-Hodec до пізніших AXI:
- на усіх 13 автомобілях Wooler-Hodec передні покажчики повороту були установлені таким самим чином, як це робили на фабриці, аби вони розташовувалися врівень з передньою панеллю приладів.[30] Ліхтарі дальнього світла на цих автомобілях також були замінені ліхтарями, що відповідали правокермовій специфікації, яка враховує вимогу Сполученого Королівства про обов’язкову наявність габаритних ліхтарів. Решту ліхтарів компанія Wooler-Hodec, здається, не змінювала під час переобладнання;

- натомість на 3 автомобілях AXI, на додачу до вищезгаданого, бурштинові ліхтарі передньої частини дверей були замінені на прозору оптику у тому ж стилі.[31] Напевне, найістотнішою зміною на автомобілях AXI є вилучення передніх і задніх габаритних ліхтарів. Вони були замінені єдиним маленьким круглим повторювачем у європейському стилі, розташованим на передньому крилі;

- каучукові накладки кузова також мали іншу конфігурацію, аби прикрити місця, на яких раніше установлювалися габаритні ліхтарі федеративного стилю.[32]

Станом на 2008 рік ці авто оцінювалися у приблизно 25 — 30 тис. фунтів стерлінгів.

## Особливі DMC-12

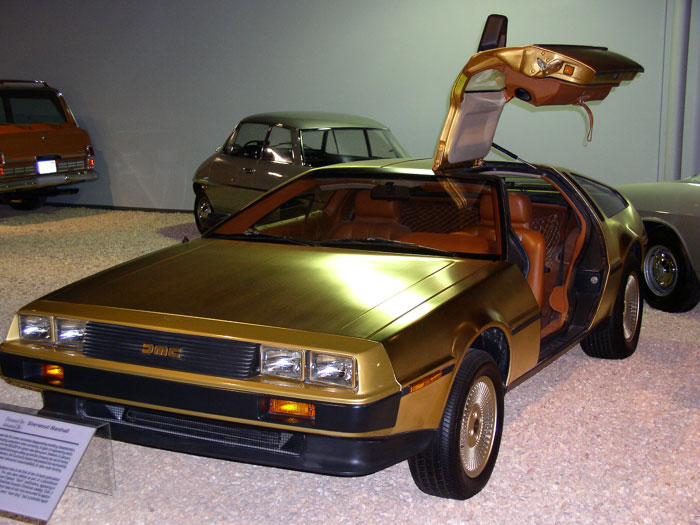
Позолочений DeLorean у Ріно (Невада)

За минулі роки було виготовлено декілька спеціальних версій DMC-12, а найбільше цей автомобіль знаний як машина часу у трилогії «Назад у майбутнє».
Один з декількох прототипів DeLorean існує і досі. Він зазнав капітального ремонту, що його виконала DeLorean Motor Company of Florida (DMCFL), і наразі він виставлений на продаж. Упродовж останніх кількох років траплялося чимало «пілотних автомобілів». Вважалося, що ці авто, які використовувалися для тестування DeLorean, були знищені. Тестовий автомобіль, що з’явився на обкладинці журналу Autocar 1981 року, коли відбулася світова прем’єра DeLorean, було знайдено 2003 року у сараї у Північній Ірландії; наразі він перебуває у стані капітального ремонту. Виробництво DeLorean розпочалося з ідентифікаційного номера 500. Автомобілі з ідентифікаційними номерами 502 і 530 були використані компанією Legend Industries як дослідно-експериментальні зразки концепта з двома турбінами, установленими на стандартний для DeLorean двигун PRV-V6. Відомо про існування лише одного двигуна з двома турбінами — його було придбано наприкінці 1990-х років приватною особою.
Автомобіль з ідентифікаційним номером 500, який першим зійшов з конвеєра 1981 року, виставлений на показ у музеї Crawford Auto-Aviation Museum, що у Клівленді (Огайо).
На Різдво 1981 року в рамках рекламної акції DeLorean і American Express передбачалося продати сто DMC-12, вкритих 24 каратами золота, кожний за ціною 85 тис. доларів, власникам золотих карток, але було продано лише два. Один з них придбав Роджер Майз (Roger Mize), президент Snyder National Bank, що у Снайдері (Техас). Упродовж 20 років цей автомобіль з ідентифікаційним номером 4301 знаходився у фоє зазначеного банку, а потім його було позичено музею Petersen Automotive Museum, що у Лос-Анджелесі. Цей автомобіль має салон чорного кольору і автоматичну трансмісію.
Другий вкритий позолоченими пластинами автомобіль American Express DMC-12 знаходиться у музеї William F. Harrah Foundation/National Automobile Museum, що у Ріно (Невада). Це авто з ідентифікаційним номером 4300 є єдиним з трьох існуючих позолочених екземплярів, обладнаним механічною трансмісією. Цей автомобіль має інтер’єр з видубленої шкіри. Як і його позолочені близнюки, цей автомобіль має невеликий пробіг — лише 2307 км.
Третій позолочений автомобіль має пробіг 1018 км. Автомобіль має табличку з останнім ідентифікаційним номером DeLorean — 20105, хоча його збирання було фактично завершено в Коламбусі (Огайо) 1983 року. Цей автомобіль було зібрано із запасних частин, що були придбані компанією American Express на той випадок, коли один з двох побудованих автомобілів буде пошкоджено. У наявності були усі позолочені деталі, за винятком однієї двері. Автомобіль було зібрано після того, як вкрили золотом ще одні двері, хоча ці додаткові двері не повністю підходять автомобілю за кольором і зернистістю. Першим власником цього автомобіля став переможець лотереї, організованої магазином Big Lots. Компанія Consolidated International, що була власником універмагу, придбала 1374 автомобілі DMC-12, коли DeLorean Company зазнавала фінансових складнощів, а потім — і увесь залишок автомобілів, коли вже було призначено розпорядника майна компанії. Цей третій і останній позолочений DeLorean наразі належить приватній особі у Ла-Валь (La Vale, Меріленд) і виставлений на продаж за ціною 250 тис. доларів. Цей автомобіль і екземпляр з Ріно мають інтер’єр, оздоблений коричневою шкірою, — такий салон мав стати опцією для автомобілів пізнішого виробництва. Проте, ці два автомобілі були єдиними DeLorean з такою заводською комплектацією.

## Відновлення виробництва
30 липня 2007 року компанія DMC Houston оголосила, що автомобіль знову буде вироблятися дуже малими партіями (близько 20 екземплярів на рік), починаючи з 2008 року. До 2008 року ця компанія лише забезпечувала власників авто запчастинами і відновлювала старі автомобілі.
Нові автомобілі матимуть базову ціну у 57,5 тис. доларів, комплектуватимуться новими рамами з нержавіючої сталі і легшими основами зі скловолокна. Як опції пропонуватимуться GPS, удосконалений двигун «Stage 2» і, можливо, новий сучасний інтер'єр. Автомобілі виготовлятимуться на 80 % зі старих запчастин, решта будуть новими. Про цей проєкт згадується в одному з епізодів документального телевізійного серіалу Modern Marvels (Сучасні дива).
Компанія Epic EV, що спеціалізується на виробництві автомобілів на електричній тязі і володіє компанією DeLorean Motor Company (нині займається реставрацією DMC-12), розповіла про свої зухвалі плани. У плани входить оснащення машини електромотором на 200 кінських сил, що живиться від літій-фосфатних акумуляторів. За розрахунками, розгін до 100 км / год займе 4,3 с. Салон може зазнати деяких змін відповідно до електромобільної моди, наприклад, управляти системою підзарядки можна буде зі смартфона (стандартна фішка багатьох сучасних електромобілів).
Прототип новинки вже показували на щорічному зльоті однодумців — DeLorean Owners Event в Х'юстоні. Повністю серійний автомобіль повинен бути готовий до 2013 року.

## «Назад у майбутнє»

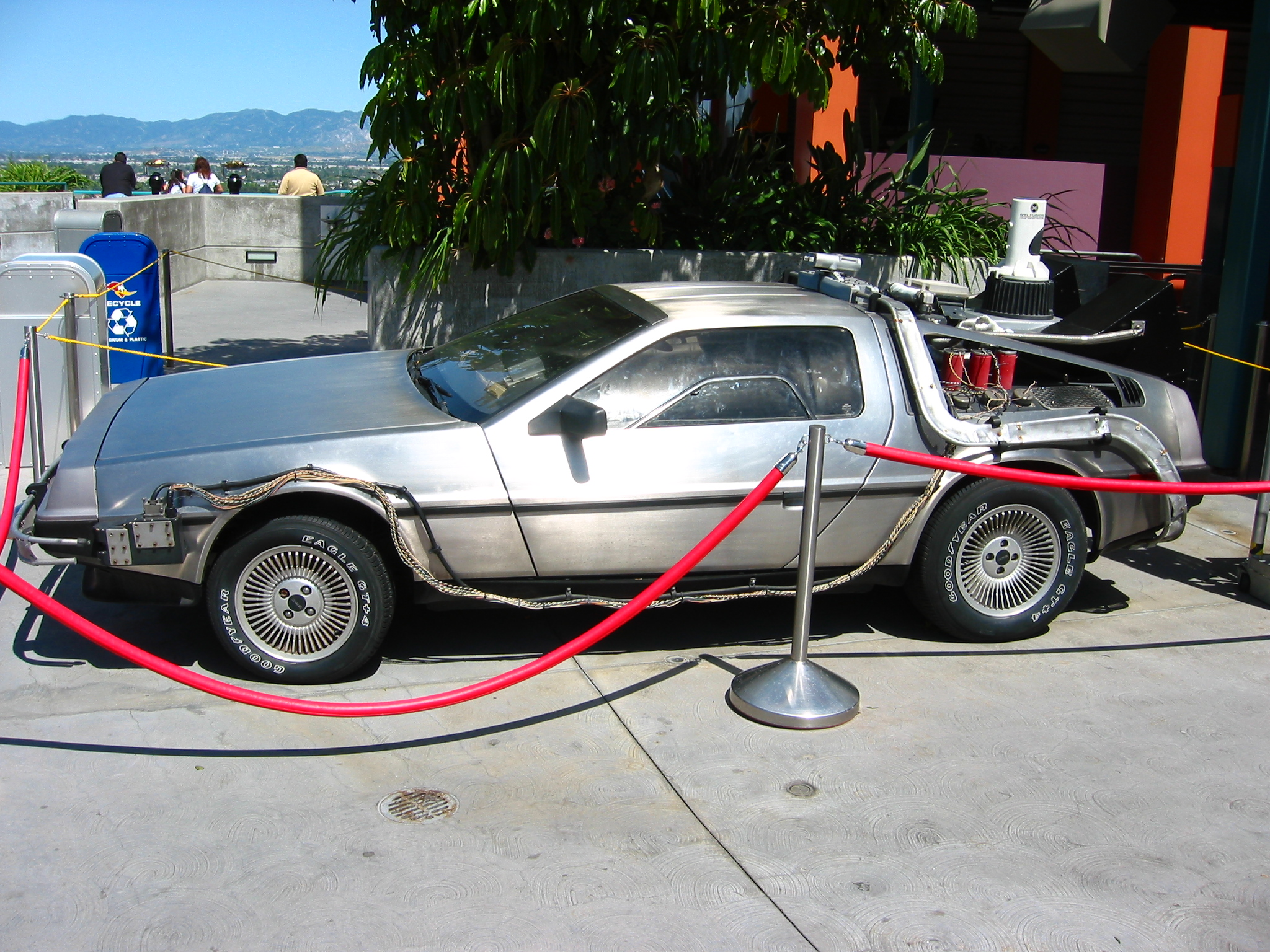
Модифікований DeLorean з фільму «Назад у майбутнє»

DMC-12 з’являвся і згадувався у багатьох фільмах і на телебаченні, і насамперед — як машина часу, розроблена доктором Емметом Брауном (Emmett Brown) у трилогії «Назад у майбутнє». У фільмі пояснюється, чому Браун обрав саме DeLorean: «Як на мене, якщо збираєшся побудувати машину часу з автомобіля, чому б не зробити її стильною!» Доктор також почав щось розповідати про конструкцію з нержавіючої сталі, що є ідеальною для «розсіювання потоку», але розповідь було перервано прибуттям машини часу.
Насправді, DeLorean було обрано заради епізоду, коли машина прибуває до 1955 року і помилково сприймається за корабель прибульців через свою схожість з картинкою на обкладинці коміксу сина фермера, а також через її двері «крило чайки».
Для знімання фільмів використали шість автомобілів DMC-12. Звук двигуна PRV на автомобілі було дубльовано — замінено звуком двигуна V8.
Машина часу DeLorean стала іконою американського кінематографу і поп-культури у цілому. Завдяки популярності фільму, DeLorean став з’являтися у багатьох телевізійних шоу, фільмах, піснях, комп'ютерних іграх (наприклад, Carmageddon II, Carpocalypse Now, Gran Turismo4).

## Виноски
1. ↑  DeLorean Motor Company FAQ's. Delorean.com. Архів оригіналу за 9 липня 2011. Процитовано 4 травня 2009. [Архівовано 2011-07-09 у Wayback Machine.]
2. ↑  LA Times story- For the DeLorean, it's back to the present|accessdate=2007-07-29. Архів оригіналу за 28 лютого 2013. Процитовано 3 вересня 2010.
3. ↑  New build cars. DeLorean Motor Company. Архів оригіналу за 18 липня 2011. Процитовано 26 травня 2010. [Архівовано 2011-07-18 у Wayback Machine.]
4. ↑  Delorean Motor company locations. Архів оригіналу за 21 листопада 2010. Процитовано 3 вересня 2010. [Архівовано 2010-11-21 у Wayback Machine.]
5. ↑  MyRide.com Interview with James Espy of DMCH. Архів оригіналу за 2 грудня 2008. Процитовано 3 вересня 2010. [Архівовано 2008-12-02 у Wayback Machine.]
6. ↑  10. The Rise and Fall of John DeLorean. Eightiesclub.tripod.com. Архів оригіналу за 8 липня 2013. Процитовано 4 травня 2009. [Архівовано 2015-03-25 у Wayback Machine.]
7. ↑  Hakim, Danny (21 березня 2005). John Z. DeLorean, Father of Glamour Car, Dies at 80. The New York Times. Архів оригіналу за 30 червня 2011. Процитовано 1 травня 2010.
8. ↑  Avanti Celebrity Owners — Johnny Carson. Theavanti.com. 22 травня 1992. Архів оригіналу за 30 листопада 2010. Процитовано 4 травня 2009. [Архівовано 2010-11-30 у Wayback Machine.]
9. ↑  DeLorean Motor Company FAQ. Архів оригіналу за 9 липня 2011. Процитовано 14 лютого 2019. [Архівовано 2011-07-09 у Wayback Machine.]
10. ↑  Body Dies Pt 1. Dmcnews.com. Архів оригіналу за 8 липня 2013. Процитовано 4 травня 2009. [Архівовано 2013-08-03 у Wayback Machine.]
11. ↑  DeLorean FAQ, Historic Information — DeLorean Production Numbers. Архів оригіналу за 15 травня 2011. Процитовано 3 вересня 2010.
12. ↑  DeLorean FAQ — Body Finish and Composition from Owners Manual. Архів оригіналу за 28 лютого 2011. Процитовано 3 вересня 2010.
13. ↑  DeLorean FAQ — Care & Feeding — Stainless Steel Body Maintenance. Архів оригіналу за 15 травня 2011. Процитовано 3 вересня 2010.
14. ↑  U.S. Patent 4,378,658
15. ↑  DeLorean FAQ — Exotic Technology. Архів оригіналу за 11 травня 2011. Процитовано 3 вересня 2010. [Архівовано 2011-05-11 у Wayback Machine.]
16. ↑  DeLorean FAQ — Vehicle Dimensions from Technical Manual, Workshop Manual. Архів оригіналу за 2 квітня 2021. Процитовано 3 вересня 2010.
17. ↑  DeLorean FAQ — Historic Information — Door Design. Архів оригіналу за 14 вересня 2010. Процитовано 3 вересня 2010.
18. ↑  DeLorean FAQ — Weight and Balance from Technical manual. Архів оригіналу за 7 травня 2021. Процитовано 3 вересня 2010.
19. ↑  DeLorean Motor Company — Physical Characteristics of Competitive Cars. Архів оригіналу за 21 травня 2005. Процитовано 3 вересня 2010.
20. ↑  What is a dollar worth?. The Federal Reserve Bank of Minneapolis. Архів оригіналу за 8 липня 2013. Процитовано 9 травня 2008. [Архівовано 2007-05-09 у Wayback Machine.]
21. ↑  DeLorean FAQ — Historic Information — Sales and Dealer Experiences. Архів оригіналу за 8 липня 2013. Процитовано 3 вересня 2010.
22. ↑  DeLorean FAQ — Dealer Installed Accessories. 20 червня 1981. Архів оригіналу за 8 липня 2013. Процитовано 3 вересня 2010.
23. ↑  DeLorean Owners Association — DeLorean specifications table. Архів оригіналу за 14 лютого 1998. Процитовано 3 вересня 2010. [Архівовано 1998-02-14 у Wayback Machine.]
24. ↑  DeLorean: Euro Spec DeLoreans. Deloreans.co.uk. Архів оригіналу за 8 липня 2013. Процитовано 4 травня 2009. [Архівовано 2014-04-21 у Wayback Machine.]
25. 1 2  DeLorean Owners Club UK — Reference image illustrating so-called "Euro-spec" tail light unit. Архів оригіналу за 24 липня 2011. Процитовано 3 вересня 2010. [Архівовано 2011-07-24 у Wayback Machine.]
26. 1 2  DeLorean Owners Club UK — Reference image illustrating modified seat belt unit in right-hand drive car. Архів оригіналу за 24 липня 2011. Процитовано 3 вересня 2010. [Архівовано 2011-07-24 у Wayback Machine.]
27. ↑  DeLorean Owners Club UK — Reference image illustrating custom fabricated tail light and number (licence) plate bezel fitted on an official right-hand drive car. Архів оригіналу за 24 липня 2011. Процитовано 3 вересня 2010. [Архівовано 2011-07-24 у Wayback Machine.]
28. ↑  DeLorean Owners Club UK — Reference image illustrating rounded turn signal lens on an official right-hand drive car. Архів оригіналу за 12 липня 2011. Процитовано 3 вересня 2010. [Архівовано 2011-07-12 у Wayback Machine.]
29. ↑  DeLorean Owners Club UK — Reference image illustrating amber rear side marker lens fitted on an official right-hand drive car. Архів оригіналу за 24 липня 2011. Процитовано 3 вересня 2010. [Архівовано 2011-07-24 у Wayback Machine.]
30. ↑  DeLorean Owners Club UK — Reference image illustrating modified front turn signal lens. Архів оригіналу за 12 липня 2011. Процитовано 3 вересня 2010. [Архівовано 2011-07-12 у Wayback Machine.]
31. ↑  DeLorean Owners Club UK — Reference image illustrating clear door light lens. Архів оригіналу за 24 липня 2011. Процитовано 3 вересня 2010. [Архівовано 2011-07-24 у Wayback Machine.]
32. ↑  DeLorean Owners Club UK — Reference image illustrating modified rubstrips and single round marker light. Архів оригіналу за 24 липня 2011. Процитовано 3 вересня 2010. [Архівовано 2011-07-24 у Wayback Machine.]
33. ↑  Crawford Auto Collection — 1981 DeLorean DMC-12 Coupe (first DeLorean produced). Архів оригіналу за 23 березня 2005. Процитовано 3 вересня 2010. [Архівовано 2005-03-23 у Wayback Machine.]
34. ↑  National Automobile Museum
35. ↑  Gold DeLorean for sale in LaVale, Maryland. Архів оригіналу за 28 квітня 2007. Процитовано 3 вересня 2010. [Архівовано 2011-07-07 у Wayback Machine.]
36. ↑  LA Times: For the DeLorean, it's back to the present. Архів оригіналу за 10 березня 2011. Процитовано 3 вересня 2010.
37. ↑  Fox News: Texas Entrepreneur Set to Start Building DeLorean Cars. Архів оригіналу за 11 травня 2013. Процитовано 3 вересня 2010.
38. ↑  Архівована копія. Архів оригіналу за 20 жовтня 2011. Процитовано 18 жовтня 2011.{{cite web}}:  Обслуговування CS1: Сторінки з текстом «archived copy» як значення параметру title (посилання)
39. ↑  Klastorin, Michael, and Hibbin, Sally. Back to The Future: The Official Book of The Complete Movie Trilogy. London: Hamlyn, Ltd., 1990. ISBN 0-600-57104-1